# اشتباكات محافظة القنيطرة (2012–14)
بدأت اشتباكات محافظة القنيطرة 2012–14 في أوائل نوفمبر 2012 عندما بدأ الجيش السوري الاشتباك مع المتمردين في عدة بلدات وقرى تابعة لمحافظة القنيطرة. وسرعان ما تكثفت الاشتباكات وامتدت إلى المنطقة المنزوعة السلاح التي تشرف عليها الأمم المتحدة بين الأراضي الخاضعة للسيطرة السورية ومرتفعات الجولان التي تحتلها إسرائيل.
وقد لفت القتال انتباه المجتمع الدولي عندما قام المتمردون السوريون في مارس 2013 باحتجاز 21 من أفراد الأمم المتحدة الفلبينيين، الذين كانوا جزءا من قوة الأمم المتحدة لمراقبة فض الاشتباك في المنطقة العازلة المحايدة بين سوريا وإسرائيل. ووفقا لما ذكره مسئول الامم المتحدة فانهم اخذوا رهائن بالقرب من مركز المراقبة رقم 58 الذي تعرض لاضرار وتم اجلاؤهم في نهاية الأسبوع الماضي في اعقاب قتال عنيف بالقرب من الجملة. وأفرج عن أفراد الأمم المتحدة لاحقا بوساطة أردنية.
وقد شاركت إسرائيل لفترة وجيزة في القتال في عدد من الحوادث، مثلما حدث في 11 نوفمبر 2012، عندما سقطت قذائف الهاون من سوريا بالقرب من موقع عسكري إسرائيلي في مرتفعات الجولان التي تحتلها إسرائيل، وردت بإطلاق «طلقات تحذيرية» على سوريا. وقد شكل ذلك أول حوادث مباشرة عبر الحدود بين البلدين منذ ما يقرب من أربعين عاما من حرب أكتوبر. وأعقب ذلك في مناسبات أخرى تبادل لإطلاق النار عبر الحدود في أوائل عام 2013 وفي مارس 2014، وأبلغ عن وقوع عدة جنود إسرائيليين جرحى في كل حادث ومقتل مدني إسرائيلي واحد.
وقد ختمت الاشتباكات في المحافظة بهجوم القنيطرة لعام 2014، الذي شنه المتمردون في أواخر أغسطس 2014، مما أدى إلى الاستيلاء على جزء كبير من المحافظة بحلول منتصف سبتمبر.

## معلومات أساسية
دخلت محافظة القنيطرة في شكلها الحديث في عام 1946، مع الاستقلال السوري عن حكم الزامي الفرنسي. وقد تم توسيع حدود المحافظة خلال حرب 1948 مع إسرائيل، حيث احتلت سوريا أجزاء من أودية الأردن والحولة، المجاورة لبحيرة طبريا. وخلال حرب الأيام الستة عام 1967، استولت إسرائيل على مرتفعات الجولان من سوريا، وخفضت فعليا جزء القنيطرة التي تسيطر عليها سوريا إلى ثلث حجمها. فبعد محاولة فاشلة لاستعادة المنطقة في حرب يوم الغفران في عام 1973، ظلت سوريا وإسرائيل في هدنة هشة حيث قامت الأمم المتحدة بمراقبة المنطقة المنزوعة السلاح التي تفصل بين البلدين. وقد أدان العديد من البلدان احتلال إسرائيل لمرتفعات الجولان، ولا سيما ضمها من جانب واحد للمنطقة في عام 1981 وبناء مستوطنات في وقت لاحق.
وظلت الحدود هادئة لما يقرب من أربعة عقود حتى اندلاع الربيع العربي. وخلال مظاهرات الحدود الإسرائيلية التي نظمت في عام 2011، اقترب المتظاهرون الفلسطينيون من الحدود وأطلقت القوات الإسرائيلية النار عليهم في وقت لاحق. وقتل أربعة متظاهرين وجرح العشرات. وبالإضافة إلى ذلك، أصيب الجنود الإسرائيليون بجروح عندما حاول المحتجون العبور إلى بلدة مجدل شمس الدرزية الواقعة على الجانب الإسرائيلي من خط وقف إطلاق النار الذي تحتله إسرائيل. ومع تقدم الحرب الأهلية السورية، بدأت الاشتباكات الحدودية تتصاعد، مع تصاعد الصراع في لبنان وتركيا مما أثار مخاوف من تصعيد النزاع الإقليمي على نطاق أوسع.
وكانت هناك بعض المخاوف من حدوث اضطرابات مدنية على الجانب الإسرائيلي من الحدود أيضا، ولا سيما في صفوف الدروز في الجولان. ويبلغ عدد الدروز في الجزء الذي تحتله إسرائيل من مرتفعات الجولان نحو 000 20 فرد، ولا يزال معظمهم يحملون الجنسية السورية. وقبل الحرب كان الدروز في الجولان يؤيدون بشكل ساحق حكومة الرئيس بشار الأسد، حيث تدعم حكومته منذ فترة طويلة مصالحها ومعارضتها للحكم الإسرائيلي. وتمكن العديد منهم من القيام بأعمال تجارية عبر الحدود في سوريا نتيجة لاتفاقات بين الحكومتين السورية والإسرائيلية. ومع تفاقم الحرب الأهلية، بدأت أقلية من الدردزي في الجولان للتعبير عن معارضتها لحكومة الأسد. ووفقا لمصادر محلية، ربما عبر 22 فردا الحدود إلى سوريا للقتال من أجل المتمردين بحلول أواخر أيلول / سبتمبر 2012. ورغم ذلك فإن التأييد الشعبي للحكومة السورية لا يزال مرتفعا، في حين أن الشائعات التي يروج لها الجواسيس المؤيدين للأسد تخوف المعارضين المحتملين ويخشون أن يتم منعهم من التجارة عبر الحدود.

## الجهات الفاعلة المعنية في منطقة القنيطرة

### سوريا البعثية وحلفاؤها
في إشارة إلى قرية حضر الدرزية في منطقة جبل الشيخ، التي تشكلت في 28 يناير 2013، ردا على خيبة أمل من سياسات النظام التجنيد في الجيش السوري، وكذلك ممارسات الابتزاز الواضحة من جانب اللجان الشعبية التي أنشئت لتنسيق أنشطة الميليشيات الدرزية مع الجيش السوري. وفي شريط فيديو للمجموعة، تعلن الكتيبة انتمائها إلى المجلس العسكري في منطقة القنيطرة ومنطقة الجولان الذي يحمل راية الجيش الحر.

### المعارضة السورية
عين العميد عبد الإله البشير، قائد المجلس القنيطرة العسكري، وهو تحالف من المتمردين السوريين المنتسبين للجيش السوري الحر، رئيسا للمجلس العسكري الأعلى للجيش السوري الحر في 16 فبراير 2014. هجوم للمتمردين في مايو 2014 للسيطرة على بلدة القحطانية ونقاط تفتيش الرواضي والحميدية شارك فيها جبهة ثوار سوريا، وسرايا الجهاد، وجماعة بيت المقدس، وشباب أهل السلف، وسرايا جند الرحمن، وحركة مجاهدي الشام.
لواء فرقان (القنيطرة) هو فرع من لواء فرقان الإسلامي ومقره دمشق، ويعمل في جنوب غرب سوريا بالقرب من مرتفعات الجولان التي تحتلها إسرائيل. الجبهة الإسلامية هي تحالف من عدة جماعات متمردة، بما في ذلك أحرار الشام، والتي لها صلة بالقاعدة. جبهة ثوار سوريا هي تحالف تشكلت في ديسمبر 2013 من قبل الجيش السوري الحر كرد على اندماج المتمردين السوريين الإسلاميين في الجبهة الإسلامية. وفي سبتمبر 2014، ساعدت الجبهة الإسلامية وجبهة النصرة في «تحرير» الرواضي والحميدية في ريف القنيطرة في سبتمبر 2014.

### المجاهدين
في أغسطس 2014، أفادت التقارير بأن جبهة النصرة، إلى جانب لواء فلوجة حوران، وجبهة ثوار سوريا، وسرايا الجهاد، وبيت المقدس، وأحرار الشام، بدأت معركة بعنوان «الوعد الصادق» للاستيلاء على السيطرة على مدينة القنيطرة المدمرة، والمعبر الذي يربطها بمرتفعات الجولان. وفوجئ المصدر بمشاركة الفصائل الإسلامية في المعركة منذ غيابها لأشهر عن القتال في المنطقة الجنوبية، وخاصة في درعا، قبل أن تقرر في نفس الوقت المشاركة جنبا إلى جنب مع جبهة ثوار سوريا، عدوها الأكثر مرارة.

### الآخرون
تشمل الفصائل المتمردة الأخرى في القنيطرة ما يلي: أنصار الهدى، وفرسان الأبابيل، وجبهة أنصار الإسلام، ولواء شباب السنة، وربما جماعات محلية أخرى.

## الجدول الزمني

### 2012
في 18 يوليو 2012، سيطر الجيش السوري الحر على جوبايا الخشاب وبدأ عملياته ضد الجيش السوري منه. وفي 2 نوفمبر 2012، دخلت دبابات الجيش السوري الحر المنطقة المنزوعة السلاح التي تديرها الأمم المتحدة، واشتبكت مع المتمردين بالقرب من قرية بئر عجم.وأثناء الاشتباكات، أصابت رصاصات طائشة دورية إسرائيلية في المنطقة. وردت إسرائيل في 5 نوفمبر بتقديم شكوى إلى مجلس الأمن التابع للأمم المتحدة، زاعمة أن سوريا انتهكت اتفاق فض الاشتباك لعام 1974 الذي وقع في أعقاب حرب أكتوبر. إن أحكام الهدنة لعام 1974 تمنع الجيش السوري من القيام بعمليات داخل المنطقة منزوعة السلاح. وتستشهد مصادر داخل الجيش الإسرائيلي بهذه القيود باعتبارها سببا محتملا لسحب المعارضة المسلحة الجيش للقتال في المنطقة.
وبحلول 10 نوفمبر، قتل ما لا يقل عن 30 من المتمردين السوريين والجنود السوريين في القتال، وفقا للمرصد السوري لحقوق الإنسان. وتفيد التقارير بأن الاشتباكات مستمرة في قرى باريقا وبئر عجم وهيرش وحولها. بعد يومين، بدأت القوات الحكومية السورية قصف مواقع المعارضة في قرية بريقة بالقرب من الحدود مع إسرائيل. وذكرت صحفية أجنبية أنها شهدت قتالا من الجانب الإسرائيلي من الحدود، حيث كانت القوات الحكومية تقود المتمردين نحو الحدود بالمدفعية الثقيلة. وبعد حوالي ثلاثين دقيقة، سقطت قذيفة من سوريا بالقرب من تل هازكا في مرتفعات الجولان. وردت إسرائيل بقصف مواقع تابعة للحكومة السورية بدبابات ميركافا، مما أسفر عن «ضربات مباشرة» على مصادر النيران. ووفقا لما ذكره راديو الجيش الاسرائيلى فان حكومة الاسد طلبت من إسرائيل وقف اطلاق النار بالرغم من انه لم يتضح ما إذا كان القصف الاسرائيلى قد تسبب في سقوط ضحايا.
وبحلول 13 نوفمبر، كانت قوة من 200 متمرد على الأقل قد استولت على القرى السورية في بئر عجم وبارقة. ويقال إن المتمردين يسيطرون على المناطق إلى الشمال والجنوب من القنيطرة. في اليوم التالي، زعم وزير الدفاع الإسرائيلي إيهود باراك أن المتمردين كانوا يسيطرون على معظم القرى الواقعة على المنحدرات الشرقية لمرتفعات الجولان، وأن الجيش السوري لم يتمكن من دخولها.
وفي 28 ديسمبر، أفادت المرصد السوري لحقوق الإنسان بأن ستة متمردين، من بينهم قائد، وخمسة جنود حكوميين لقوا مصرعهم في القتال في قريتي رويحينة وزبيدة. وفي اليوم التالي، ذكر المرصد السوري لحقوق الإنسان أن اثنين من المتمردين لقيا حتفهما بسبب جروحهما في القتال الذي وقع في وقت سابق مع القوات الحكومية في المنطقة.

### 2013
في 6 مارس، احتجز المتمردون السوريون في المنطقة المحايدة أفراد الأمم المتحدة كرهائن. وأفرج عنهما لاحقا بوساطة أردنية.
وفي 24 مارس، أطلق الجيش الإسرائيلي قذيفة موجهة على عش مدفع رشاش سوري بعد أن أطلقت النار على القوات الإسرائيلية مرتين في مرتفعات الجولان. ولم يصب أي جندي إسرائيلي بأذى في حادث إطلاق النار الذي تعرضت خلاله مركبات عسكرية لهجوم.
وفي 7 مايو، تم الإبلاغ عن مقتل 18 من مقاتلي المعارضة في قتال عنيف في المحافظة.
وفي 21 مايو، حدث تبادل لإطلاق النار بين سوريا وإسرائيل في مرتفعات الجولان. وأصيبت مركبة إسرائيلية بنيران سورية برد إسرائيلي على مصدر الهجوم وتدميره.
وفي وقت مبكر من يوم 6 يونيو، هاجم المتمردون معبر حدود في الجولان واستولوا عليه بشكل مؤقت. ولكن في اليوم نفسه، هاجمت القوات الحكومية المضادة بالدبابات وناقلات الجنود المدرعة، واستعادت السيطرة على المعبر. الجزيرة سو تيرتون، التي قدمت تقارير من مرتفعات الجولان، قالت إن هذا يمثل نقطة هامة في الأزمة. هاجم المتمردون أيضا نقطة تفتيش عسكرية في مدينة القنيطرة التي دمرت إلى حد كبير والمهجورة. سقطت قذيفة في قاعدة تابعة للأمم المتحدة بالقرب منها نتيجة لتبادل إطلاق النار بين الحكومة والمتمردين. واكد مسؤول بوزارة الدفاع النمساوية لوكالة انباء اسوشيتد برس ان قوات المتمردين استولت على نقطة العبور وان قوات الامم المتحدة انسحبت من المنطقة.
وفي 16 يوليو، انسحب مقاتلو المعارضة من قرية القحطانية بسبب القصف العنيف الذي قام به الجيش على القرية بعد اشتباكات عنيفة.

### 2014
في 31 يناير 2014، استولى المتمردون على مدينة الصوبية وعلى 5 قرى أخرى. بعد ذلك بأسبوع، تمكن المتمردون من إيقاف قافلة للجيش كانت متجهة إلى قرية الدوية.
وفي 16 فبراير، عين عبد الإله البشير، رئيس المجلس العسكري للجيش السوري الحر في القنيطرة، رئيسا لهيئة أركان الجيش السوري الحر.
وفي 18 فبراير، شن الجيش هجوما مفاجئا خلال الصباح باستخدام الدبابات والضربات الجوية ضد قرى الحرة والدوية الكبرا والسغرا وبئر عجم والبريكة في الأجزاء الوسطى والجنوبية من القنيطرة. بعد أربعة أيام، استولى الجيش وقوات الدفاع الوطني على مناطق رشاد الحور وترام صيد جنوب بلدة القنيطرة. واكد المرصد السوري لحقوق الإنسان ان القوات تقوم بالهجوم، واضافت ان القوات الجوية تشارك في الهجوم. بعد يومين، تمكن المتمردون من التسلل إلى فصائل دبابة أبو دباب وخليل في منطقة تل-جباية، واستولوا على أسلحة متنوعة ودبابتين. وأفيد أيضا بأن نحو 40 من جنود الجيش النظامي قتلوا وأسر عدد آخر. أفادت قناة «العربية» بأنها تقدم كتقدم كبير في الجيش السوري الحر في محافظة القنيطرة. في 26 فبراير، أرسل الجيش تعزيزات إلى المقاطعة، بعد المكاسب التي حققها المتمردون مؤخرا هناك. وأفيد أيضا بأن المتمردين أعلنوا سيطرتهم على أكثر من 80 في المائة من ريف الجولان من خلال لجان التنسيق. وأعلنوا أيضا عن هجوم جديد على القواعد في القنيطرة، وبخاصة اللواء 61.
وفي 1 مارس، أطلق صاروخان على موقع إسرائيلي على جبل الشيخ، في ما يعتقد على نطاق واسع بأنه انتقام من غارة جوية إسرائيلية على هدف لحزب الله بالقرب من الحدود اللبنانية-السورية. في 18 مارس، تعرضت سيارة جيب إسرائيلية كانت مسافرة في مرتفعات الجولان بالقرب من الحدود السورية لهجوم، عندما انفجرت عبوة ناسفة في المنطقة المجاورة لها. وأصيب جندي بجروح خطيرة. وأصيب ثلاثة جنود آخرين بجروح طفيفة إلى متوسطة. وقد رد 155 بطارية مدفعية تابعة لالجيش الإسرائيلي باطلاق النار عبر الحدود عقب الحادث واطلقوا عدة قذائف على موقع سوري. ردت إسرائيل بشن غارات جوية متعددة ضد أهداف سورية، بما في ذلك مقر عسكري، وبطاريات مدفعية، وقاعدة تدريب تابعة للجيش السوري. أفاد الجيش السوري بأن الغارات الجوية الإسرائيلية أسفرت عن مقتل جندي سوري وإصابة سبعة آخرين. في 28 مارس، فتح الجنود الإسرائيليون النار على اثنين من المسلحين الذين شوهدوا يحاولون تخريب السياج الحدودي مع سوريا بشأن مرتفعات الجولان. وقالت قوات الدفاع الإسرائيلية إن المشتبه فيهم المسلحين تعرضوا لإطلاق النار عليهم.
وفي 7 أبريل، أعلن المتمردون بدء هجوم جديد في منطقة تل الأحمر للاستيلاء على تلتين استراتيجيين. تمكنت من إحراز تقدم في الوقت الذي ألحقت فيه أضرارا بدبابة وفقا للمرصد السوري لحقوق الإنسان. استولى المتمردون على واحدة من التلال الاستراتيجية في وقت لاحق من ذلك اليوم. واستولى المتمردون أيضا على قرية توول الهور بعد أن حاصرها لأسابيع.
وفي 8 مايو، شن المتمردون عملية عسكرية ضد القحطانية، والحميدية، ومعبر القنيطرة، ونقطة تفتيش الرواضي في محافظة القنيطرة.
وفي 23 يونيو، شنت قوات الدفاع الإسرائيلية عدة غارات جوية استهدفت القوات الحكومية ردا على هجوم وقع في اليوم السابق لمقتل مراهق إسرائيلي من قرية عرابة العربية. أربعة جنود لقوا مصرعهم وأصيب تسعة خلال الضربات. في 15 يوليو 2014، قصفت قوات الدفاع الإسرائيلية مدينة القنيطرة، مما أسفر عن مقتل ما لا يقل عن أربعة أشخاص. كما قصفت قاعدة اللواء 90.

## بعد
في 27 أغسطس، سيطر المتمردون على معبر القنيطرة بين سوريا ومرتفعات الجولان التي تحتلها إسرائيل. وقد لقى ما لا يقل عن 20 جنديا و 14 متمردا مصرعهم خلال المعركة. واستمر القتال في المنطقة في بلدات شمال شرقي المعبر، فيما قصف الجيش الإسرائيلي موقعين للجيش السوري بست قذائف هاون سقطت في هضبة الجولان التي تحتلها إسرائيل، وإصابة ضابط إسرائيلي بجروح. وشاركت في القتال جبهة النصرة وأحرار الشام وجماعات متمردة أخرى (بما في ذلك جماعات معتدلة). وفي اليوم التالي، أسر المقاتلون من جبهة النصرة 44-45 من حفظة السلام التابعين للأمم المتحدة وحاصر 75 آخرين، مما أدى إلى قتال بالأسلحة دام أكثر من 7 ساعات. وقد اصطحبت مجموعة من 35 جنديا من الأمم المتحدة بنجاح إلى خارج معسكر الأمم المتحدة في بريقة من قبل زملائهم. وحاول المتمردون اختراق معسكر روخانا للامم المتحدة، الا انه تم صد الهجوم من قبل المدافعين عن الامم المتحدة بدعم من الجيش السوري. وفي نهاية المطاف، تم إجلاء حفظة السلام المتبقين وعددهم 40 فردا خلال ليلة 29 أغسطس، بعد إنشاء وقف لإطلاق النار.

## ردود الافعال

### إيران
يحذر المراقبون في العالم العربي منذ سنوات بشأن الأدلة المتزايدة على التوسع الإيراني. وقد استثمرت طهران موارد ضخمة لجعل سوريا دولة شيعية. وكتب الدكتور شيمون شابيرا، وهو عميد متقاعد في الجيش الإسرائيلي، كتابا بعنوان «خطط إيران للاستيلاء على سوريا» يؤكد على تصريحات مهدي تايب، رئيس هيئة آية الله علي خامنئي، بأن سوريا «المقاطعة الـ35 لإيران، ولها أهمية إستراتيجية أكبر بالنسبة لإيران من خوزستان [منطقة مأهولة بالسكان العرب داخل إيران].» إيران تقوم أيضا بتجنيد قوات شيعية من دول مختلفة للقتال في سوريا. ومع تفكك سوريا إلى خليط من المناطق، يقال إن إيران تهدف إلى إقامة شبكة من الميليشيات الموجودة داخل سوريا لحماية مصالحها الحيوية، بغض النظر عما يحدث للأسد. أفيد بأن قاسم سالماني، قائد قوة القدس التابعة لقوات الحرس الثوري، أعد خطة تشغيلية سميته على أساس إنشاء قوة قوامها 150 ألف رجل من أجل سوريا، وسيأتي معظمهم من إيران والعراق وعدد أقل من حزب الله ودول الخليج. فقد كان رأس الحربة في النشاط العسكري الإيراني في الشرق الأوسط. وفي يناير 2012، أعلن أن الجمهورية الإسلامية تسيطر على العراق وجنوب لبنان «بطريقة أو بأخرى». في مارس 2014، قدرت مقالة في صحيفة الغارديان بأن أعداد المقاتلين الشيعة في سوريا تتراوح بين 8,000 و15،000 مقاتل. قال رئيس لجنة الأمن والدفاع في البرلمان العراقي في مارس 2015 إن نحو 30 ألف إيراني يقاتلون في العراق (وسوريا؟). وفي الشهر نفسه، تم الإبلاغ في أماكن أخرى بأن الحرس الثوري الإسلامي في إيران حشد ما يقرب من 70 ألف مقاتل في سوريا منذ بدء الحرب لدعم جيش الأسد الذي انخفض إلى أقل من النصف عن طريق الضحايا والهروب من الخدمة والتجنيد وأن هناك ما بين 5,000 إلى 10,000 مقاتل من حزب الله في سوريا. سيكون هذا نحو 10 في المائة من جنود حزب الله الذين يقدر عددهم بنحو 000 70 جندي. قال اللاجئون الشيعة الأفغان الذين يعيشون في إيران إنهم قدموا أكبر مصدر للأجانب من غير العرب إلى ساحة المعركة السورية. وفي الوقت نفسه، وقدر مسؤول في المخابرات في فبراير شباط 2015 أن نحو 20 ألف مقاتل أجنبي انضموا إلى المنظمات الجهادية في سوريا والعراق.
ومع ذلك فإن موقع المراقبة العادلة، مع ملاحظة أن الحرس الثوري مدمج إداريا في الوكالات الحكومية السورية الأكثر أهمية ويعكس نمط من نوعه، ينص على أن " إستراتيجية إدارة المعركة الخاصة بها في سوريا مبنية على وجود آثار إيرانية خفيفة على الأرض واستخدام ميليشيات بالوكالة كمضاعفات للقوة لإدارة ساحة المعركة. وتتميز هذه المرحلة من الحرب السورية بأن الحرس الثوري يدير ساحة المعركة من خلال الاتصال عبر مئات من الميليشيات الشيعية والعلوية والإسماعيلية (وبعض الفصائل المسيحية الحليفة)، والتي تتميز بالولاء في نهاية المطاف للحرس الثوري الذي يسهل تمويله سواء بشكل مباشر أو من خلال بدائل مثل الحكومة السورية. انتج معهد واشنطن في عام 2015 تحليلا مطولا ومفصلا لاستراتيجية إيران وحزب الله في تطوير الميليشيات السورية وهو ما يزعم أنه بالإضافة إلى حزب الله، شكل الجهاديون الشيعة العراقيين وحدات رئيسية إيرانية بالوكالة أرسلت إلى سوريا، وأن مستشارين من حزب الله والحرس الثوري قد أثروا على التنمية الدينية والأيديولوجية لهذه الجماعات. وقد غير ذلك من قصة الصراع من خط الأسد مشددا على "الحرب ضد الإرهابيين" العلمانية. وقد اضطلع حزب الله بدور قيادي في هجوم فبراير 2015 في الجنوب. وبدأ العديد من رجال الميليشيات الشيعية من العراق الذين كانوا يقاتلون إلى جانب قوات الأسد في العودة إلى العراق المجاورة في الخريف الماضي للمساعدة في صد مقاتلي تنظيم الدولة الإسلامية السني المعروف أيضا بتنظيم الدولة الإسلامية الذي استولى على مساحات واسعة من غرب وشمال العراق في الصيف. ويقول دبلوماسيون غربيون يتخذون من بغداد مقرا لهم إن كبار القادة الإيرانيين من الحرس الثوري الإيراني، بمن فيهم قائد قوة القدس التابعة لها قاسم سليماني، الذين كثيرا ما كانوا في سوريا للمساعدة في التكتيكات العسكرية المباشرة، هم في كثير من الأحيان في العراق. وبالتالي فإن سعي إيران لتحقيق الهيمنة الإقليمية من خلال وكالاته قد ساعدها في العودة من سوريا للمقاتلين العراقيين ذوي الخبرة الذين توسعت منظماتهم من حيث أن لديها قواعد في سوريا وحدها لتكون لديها أيضا قواعد في العراق.
وتفيد تقارير أوصاف أن الحملة التي تقودها الحكومة السورية/حزب الله باتجاه القنيطرة عن طريق تل الحارة تتسم بعدد من السمات الفريدة. للمرة الأولى في المسرح السوري، قيادة القوات بالكامل من قبل غرفة عمليات إيرانية. والهدف منه يتجاوز ضمان بقاء سوريا. وبدلا من ذلك، فإنها تهدف إلى جعل القنيطرة مقرا لقيادتها الأمامية وجلب الحرس الثوري الإيراني داخل مرمى البصر وإطلاق النار من جانب القوات العسكرية الإسرائيلية. وفي اجتماع عقد في 7 مايو 2013 مع وزير الخارجية الإيراني علي أكبر صالحي أعلن الرئيس السوري بشار الأسد أن "الجولان سيصبح جبهة المقاومة". تل ـ ارا، على مسافة 3500 قدم أطول قمة في الجولان، وتطل على البؤر الاستيطانية الإسرائيلية، لأنها كانت سابقا قلعة سورية بعشرات الكيلومترات المربعة من المخابئ، والمداخل، والمواقع الدفاعية. وكان هناك أيضا محطات رادار روسية متقدمة، ظلت تتبع تحركات القوات العسكرية والجوية الإسرائيلية عبر الحدود. وكانت هذه المحطات مرتبطة بشبكات الاستخبارات في الشرق الأوسط التابعة للحرس الثوري الإسلامي، وأبقت طهران على علم بالتحركات وعمليات الانتشار العسكرية الإسرائيلية." إن أهداف إيران في الانتشار في مرتفعات الجولان هي ردع إسرائيل عن العمل ضد برنامجها النووي، والدفاع عن سوريا كجزء من محور المقاومة، وإنشاء جبهة نشطة لشن هجمات إرهابية ضد إسرائيل في الجولان، وحتى تحرير الجولان الذي تحتله إسرائيل. يمكن أيضا أن توصف إستراتيجية حزب الله بأنها دفاعية خشية أن تكون إسرائيل قريبة منها من جبل دوف إلى الغرب، باستخدام جبهة النصرة وقوات المعارضة المعتدلة لمحاصرة جنوب لبنان، مما يتسبب في صعوبات لأنشطة المنظمة هناك. وبالإضافة إلى ذلك، وربما الأهم من ذلك، يخشى حزب الله والأسد من أن إسرائيل تنحت الطريق إلى دمشق عن طريق القنيطرة ودرعا التي ستسمح لها بالوصول بسهولة إلى العاصمة السورية في حالة نشوب حرب. طلب حزب الله وإيران من حركات المقاومة الفلسطينية، مثل كتائب القسام التابعة لحماس والعديد من الفصائل الفلسطينية التي تعيش في مخيمات اللاجئين في لبنان وسوريا، للانضمام إلى الجبهة ضد إسرائيل.

### إسرائيل
مع انهيار الوضع الراهن على جبهة مرتفعات الجولان، التي كانت هادئة منذ اتفاق فصل القوات لعام 1974، فإن أعين إسرائيل تركز بقلق شديد على التطورات في القنيطرة. وقال عاموس يادلين، وهو عضو سابق في الاستخبارات الإسرائيلية وعضو في حزب الاتحاد الصهيوني، لصحيفة «وول ستريت جورنال»: «لا شك أن حزب الله وإيران يشكلان التهديد الرئيسي لإسرائيل، أكثر بكثير من الإسلاميين السنيين المتطرفين.» وذكر باحث بارز في الشرق الأوسط أن إسرائيل أقامت اتصالات مع أعضاء المعارضة السورية في الخارج خلال النصف الثاني من عام 2012، وظهرت فكرة إنشاء منطقة عازلة خلال اجتماعات سرية عقدت في عمان في مطلع عام 2013.
والأهم من ذلك أن إسرائيل هددت صراحة بإطلاق النار على أي درع للحكومة السورية يدخل المنطقة المنزوعة السلاح في القنيطرة، وهو ما سيشكل خرقا لاتفاق فض الاشتباك المبرم في مايو 1974 بين البلدين. مع ذلك، وكما يلاحظ مدير قسم الدراسات السياسية في الجامعة الأمريكية في بيروت، فإنه من الصعب إثبات بعض هذه الادعاءات حيث أنه «لا يوجد اتفاق رسمي بين إسرائيل وجبهة النصرة بوثائق رسمية.» صدقي المقت، وهو درزي سوري، ناشط موال للأسد يعيش في الجولان المحتل الإسرائيلي، تم اعتراضه في فبراير 2014، بعد أن شهد على الإنترنت اجتماعات بين القوات المسلحة الإسرائيلية في الجولان وما وصفه بالإرهابيين العاملين في القطاع الذي تسيطر عليه سوريا في الجولان.

## الخسائر البشرية

### الجيش العربي السوري وحلفاؤه
- قتل 53 من الجنود والمسؤولين في 1 فبراير 2013 على يد المتمردين.[85]
- مقتل 24 جنديا سوريا وإصابة 7 آخرين بجروح على يد الجيش الإسرائيلي[12][86][87]
- مقتل 5 من نشطاء حزب التوحيد العربي في بلدة عرنة في جبل الشيخ في 4 نوفمبر 2013.[7]

### المتمردون السوريون
مقتل ما لا يقل عن 220 متمردا: مزاعم حزب الله ووكالة الأنباء الإيرانية (فارس) لم تحدث أي أحداث مهمة في أي منهما ولم يؤكد أي مصدر موثوق به يمكن التحقق منه.
- 20 قتيلا في 27 مارس 2014 (حزب الله)[88]
- 200+ قتيلا 5 مايو 2014[89]

### المدنيون
مقتل 11+ مدنيا (بما في ذلك أجنبي واحد):
- مقتل 2+ من المدنيين السوريين في قصف للحكومة السورية[11]
- مقتل ثمانية مدنيين سوريين في قصف للجيش الإسرائيلي[12]
- مقتل مدني إسرائيلي واحد وإصابة ثلاثة آخرين بجروح في امتداد[16][17]